# Kachō Hironobu
Le marquis Kachō Hironobu (華頂博信, Kachō Hironobu), 22 mai 1905 - 23 octobre 1970, est un descendant de la branche collatérale Fushimi-no-miya de la famille impériale du Japon.

## Biographie
Né prince Fushimi Hironobu, troisième fils du prince Fushimi Hiroyasu, il est aussi le frère cadet du prince Kachō Hirotada. Lorsque le prince Hirotada meurt sans héritiers, la Maison Kachō-no-miya disparaît. Le prince Hironobu est désigné pour perpétuer le nom Kachō, afin de veiller à ce que les rites familiaux et ancestraux appropriées soient effectués mais son statut est modifié en décembre 1926 au titre de pairie de marquis (kōshaku) dans le cadre du système de pairie kazoku.
Officier de carrière dans la Marine impériale japonaise, le prince Hironobu est diplômé de la 53e promotion de l'Académie navale impériale du Japon. Il effectue son apprentissage d'aspirant sur le croiseur Iwate et comme sous-lieutenant sur le cuirassé Yamashiro. En 1932, il est affecté sur le croiseur Atago. Il sert ensuite comme chef torpilleur sur les destroyers Akebono et Sazanami et accède au rang de commandant. En 1935, il sert pendant une mandature de la Chambre des pairs de la Diète du Japon. En 1939, il est nommé surintendant de l'École navale impériale du Japon et occupe cette fonction tout au long de la Seconde Guerre mondiale avant de prendre sa retraite en novembre 1945.
Kachō Hironobu épouse Kan’in Hanako (1909–2003), cinquième fille du prince Kan'in Kotohito mais ils divorcent. Le couple a deux fils :
1. Kachō Hiromichi ;
2. Kachō Hirotaka (adopté par le comte Hirohide Fushimi).

Son palais résidentiel à Kamakura dans la préfecture de Kanagawa (construit en 1929) subsiste et a été offert à la ville de Kamakura en 1996.